# Smart pointer

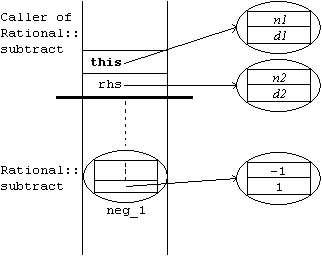

Smart pointer je v matematické informatice abstraktní datový typ, který poskytuje funkčnost ukazatele a poskytuje další vlastnosti, např. automatickou správu paměti nebo kontrolu mezí pole, které by měly omezit programátorské chyby způsobené chybným použitím ukazatelů bez snížení efektivity. Smart pointery obvykle sledují paměť, na kterou ukazují, ale mohou sloužit i pro správu jiných prostředků, např. síťových spojení nebo deskriptorů souborů. Smart pointery byly poprvé zpopularizován v programovacím jazyce C++ v první polovině 90. let 20. století jako odpověď na kritiku nedostatku automatické správy paměti (garbage collection) v jazyce C++.
Smart pointery zabraňují chybnému použití ukazatelů, které je častým zdrojem chyb – např. únikům paměti lze zabránit automatickým vracením paměti. Obecněji podporují automatické rušení objektů: objekt řízený smart pointerem je automaticky uklizen (finalizován a pak uvolněn), když je zničen poslední (nebo jediný) vlastník objektu, například protože vlastník je lokální proměnná, a program opustí její rozsah platnosti. Smart pointery také odstraňují problém s dangling ukazateli odložením rušení objektu až do okamžiku, kdy se na něj neodkazuje žádný ukazatel.
Pokud jazyk podporuje automatické uvolňování paměti (jako např. Java nebo C#), pak není třeba používat smart pointery pro uvolňování paměti a bezpečnostní aspekty správy paměti, ale jsou užitečné pro jiné účely, např. pro správu cachování datových struktur nebo správu jiných prostředků např. manipulátorů souborů nebo síťových soketů.
Existuje několik druhů smart pointerů. Některé využívají počítání odkazů, jiné předávání vlastnictví objektu mezi ukazateli.

## Historie
Přestože koncept smart pointerů, zvláště počítání odkazů, zpopularizoval jazyk C++, bezprostřední předchůdce jednoho z jazyků, který inspiroval návrh jazyka C++, měl počítání referencí zabudované přímo v jazyce. C++ byl částečně inspirován jazykem Simula67, jehož předchůdcem byla Simula I. Nakolik má element v Simule I za obdobu ukazatel v C++ bez hodnoty null, natolik má proces Simuly I s prázdným příkazem jako výkonnou částí za obdobu struct v C++ (který samotný je obdobou záznamu C. A. R. Hoareho z jeho práci z 60. let 20. století), Simula I měla počítání referencí na elements (tj. ukazatelové výrazy, které obsahují indirekci) na procesy (tj. záznamy) přinejmenším od září 1965, jak je uvedeno v následujících citovaných odstavcích.

Na procesy se lze odkazovat jednotlivě. Fyzicky je odkaz na proces ukazatel na oblast paměti obsahující lokální data procesu a některé další informace, které definují jeho okamžitý stav provádění. Z důvodů uvedených v Části 2.2 jsou však odkazy na procesy vždy nepřímé, pomocí položek nazývaných elements. Formálně je odkaz na proces hodnotou výrazu typu element.

…

Hodnoty elementu lze ukládat a načítat především pomocí přiřazení a referencí proměnné typu element proměnné.

Jazyk obsahuje mechanismus, který zpřístupňuje atributy procesu zvenčí, tj. z jiných procesů. Tento mechanismus se nazývá vzdálený přístup (anglicky remote access). Proces je tedy datová struktura, na kterou je možné se odkazovat.

Je třeba upozornit na podobnost mezi procesem, jehož kódem je prázdný příkaz, a konceptem záznamu, který nedávno navrhl C. A. R. Hoare a N. Wirth
Protože C++ si z jazyka Simula vypůjčil přístup k přidělování paměti pomocí klíčového slova new při alokování procesu/záznamu pro získání nového elementu pro tento proces/záznam, není překvapivé, že C++ nakonec také znovuvzkřísilo mechanismus smart ukazatelů s počítáním odkazů z jazyka Simula uvnitř elementu.

## Vlastnosti
V C++ je smart pointer implementován jako šablona třídy, která pomocí přetěžování operátorů napodobuje chování běžných (syrových) ukazatelů, (tj. dereferenci a přiřazení), ale navíc poskytuje další vlastnosti pro správu paměti.
Smart pointery mohou usnadňovat záměrné programování tím, že v popisu typu umožňují vyjádřit, jak bude spravována paměť, na kterou se odkazuje ukazatel. Pokud například C++ funkce vrací ukazatel, není možné zjistit, zda má volající uvolnit odkazovanou paměť, když tato data již nepotřebuje.
```
nějaký
 
typ
*
 
nejednoznačná_funkce
();
  
// Jak se má nakládat s pamětí, na níž ukazuje výsledek?

```

Pro odstranění nejednoznačnosti se tradičně používaly pojmenovávací konvence, což je pracné a náchylné k chybám. Lepší možností, jak zajistit bezchybnou správu paměti, je použití unique_ptr zavedené v C++11, které jednoznačně vyjadřuje, že vlastnictví paměti výsledku přebírá volající, a automatické uvolnění paměti zajistí běhová podpora C++:
```
std
::
unique_ptr
<
nějaký
 
typ
>
 
jednoznačná_funkce
();

```

Před verzí C++11 se místo unique_ptr používalo nyní nedoporučované auto ptr.

## Vytváření nových objektů
Pro usnadnění vytváření objektů std::shared_ptr<nějaký typ> C++11 zavedl
```
auto
 
s
 
=
 
std
::
make_shared
<
nějaký
 
typ
>
(
parametry
 
konstruktoru
);

```

a podobně pro std::unique_ptr<nějaký typ> lze od C++14 používat
```
auto
 
u
 
=
 
std
::
make_unique
<
nějaký
 
typ
>
(
parametry
 
konstruktoru
);

```

Tyto konstrukce by se měly používat téměř ve všech případech místo new.

## unique_ptr
C++11 zavádí std::unique_ptr definovaný v hlavičkovém souboru <memory> jako kontejner, který vlastní syrový ukazatel a zrušením kopírovacího konstruktor a operátorů přiřazení explicitně brání jeho kopírování (které by provedlo normální přiřazení); pro přenos vlastnictví zapouzdřeného ukazatele však lze použít funkci std::move, které ukazatel přesune do jiného unique_ptr:
```
std
::
unique_ptr
<
int
>
 
p1
(
new
 
int
(
5
));

std
::
unique_ptr
<
int
>
 
p2
 
=
 
p1
;
  
// Způsobí chybu při překladu

std
::
unique_ptr
<
int
>
 
p3
 
=
 
std
::
move
(
p1
);
  
// Předá vlastnictví. p3 nyní vlastní paměť a p1 je nullptr.

p3
.
reset
();
  
// Uvolní paměť

p1
.
reset
();
  
// Neudělá nic

```

Od verze C++11 je std::auto ptr nedoporučovaný a ve verzi C++17 byl odstraněn. Kopírovací konstruktor a operátory přiřazení objektu auto_ptr ve skutečnosti nekopírují zapouzdřený ukazatel, ale přenesou jej a původní objekt auto_ptr vyprázdní. To byl jeden ze způsobů, jak implementovat striktní vlastnictví, aby v každém okamžiku mohl ukazatel vlastnit pouze jeden objekt auto_ptr. To znamená, že auto_ptr by se neměl používat tam, kde je potřebná kopírovací sémantika. Protože auto_ptr byl zaveden s kopírovací sémantikou, nebylo možné jej přeměnit na ukazatel pouze pro přesun bez porušení zpětné kompatibility s existujícím kódem.

## shared_ptr a weak_ptr
V C++11 bylo také zavedeno std::shared_ptr a std::weak_ptr definované v hlavičkovém souboru <memory> a std::make_shared (std::make_unique bylo zavedeno v C++14) pro bezpečnou alokaci dynamické paměti podle paradigmatu RAII (osvojení prostředku je inicializace).
shared_ptr je kontejner pro syrový ukazatel. Pomocí počítání odkazů si pamatuje počet vlastníků zapouzdřeného ukazatele ve spolupráci se všemi kopiemi objektu shared_ptr. Objekt referencovaný zapouzdřeným syrovým ukazatelem bude uvolněn právě v okamžiku, kdy dojde k zániku všech kopií shared_ptr.
```
std
::
shared_ptr
<
int
>
 
p0
(
new
 
int
(
5
));
  
// Validní, alokuje jednu hodnotu typu int a inicializuje ji hodnotou 5.

std
::
shared_ptr
<
int
[]
>
 
p1
(
new
 
int
[
5
]);
  
// Validní, alokuje 5 hodnot typu int.

std
::
shared_ptr
<
int
[]
>
 
p2
 
=
 
p1
;
  
// Oba ukazatelé vlastní entitu, na kterou se odkazují.

p1
.
reset
();
  
// Referencovaný objekt stále existuje díky p2.

p2
.
reset
();
  
// Referencovaný objekt je zrušen, protože na něj již nic neukazuje.

```

weak_ptr je kontejner pro syrový ukazatel. Vytváří se kopírováním objektu shared_ptr. Existence nebo zničení weak_ptr kopií objektu shared_ptr nemá žádný vliv na shared_ptr ani na jeho další kopie. Jakmile však jsou všechny kopie objektu shared_ptr zničeny, všechny kopie weak_ptr se vyprázdní.
```
std
::
shared_ptr
<
int
>
 
p1
 
=
 
std
::
make_shared
<
int
>
(
5
);

std
::
weak_ptr
<
int
>
 
wp1
 
{
p1
};
  
// p1 vlastní referencovaný objekt.

{

  
std
::
shared_ptr
<
int
>
 
p2
 
=
 
wp1
.
lock
();
  
// Nyní p1 a p2 vlastní entitu, na kterou se odkazují.

  
// p2 je inicializován z weak pointeru, takže před jeho použitím je třeba kontrolovat, zda

  
// se paměť stále používá!

  
if
 
(
p2
)
 
{

    
Pracuj_s
(
p2
);

  
}

}

// p2 je zrušen. Paměť vlastní p1.

p1
.
reset
();
  
// Uvolní paměť

std
::
shared_ptr
<
int
>
 
p3
 
=
 
wp1
.
lock
();
 

// Paměť je uvolněna, takže dostaneme prázdný shared_ptr.

if
 
(
p3
)
 
{
  
// kód se neprovede

  
akce_která_potřebuje_živý_ukazatel
(
p3
);

}

```

Počítání odkazů používané v shared_ptr má problém s cyklickými referencemi. Cyklický řetěz z shared_ptr lze přerušit tak, že jedna z referencí je weak_ptr.
K různým shared_ptr a weak_ptr objektům, které ukazují na stejný objekt, může bezpečně současně přistupovat několik vláken.
Referencovaný objekt musí být odděleně chráněn pro zajištění vláknové bezpečnosti.
shared_ptr a weak_ptr vycházejí z verze používané knihovnami Boost.[zdroj?] C++ Technická Zpráva 1 (TR1) je poprvé představila ve standardním C++, jako obecné nástroje, a C++11 k tomuto základu přidává další funkce.

## Další druhy smart pointerů
Existují další druhy smart pointerů (které nejsou ve standardním C++) implementovaných v oblíbených C++ knihovnách nebo v STL, např. hazard ukazatel a intrusive ukazatel. 